# 新卡罗尔顿
新卡罗尔顿是美国馬里蘭州乔治王子县中心的城市。截至2020年美国人口普查，人口为13,715人。 新卡罗尔顿位于华盛顿特区东部12英里（19公里）处。